# Serie hipergeometrică
În matematică, în sensul cel mai general, o serie hipergeometrică este o serie de puteri în care raportul coeficienților succesivi indexați prin n, este o funcție rațională de n. Seriile, dacă sunt convergente, vor defini o funcție hipergeometrică, care poate fi extinsă în afara domeniului de definiție prin prelungire analitică. Funcțiile hipergeometrice au drept cazuri particulare foarte multe funcții speciale, incluzând funcții elementare, funcția Bessel, funcția gamma incompletă, funcția eroare, integrale eliptice, polinoame ortogonale clasice, etc. Acest fenomen se datorează faptului că funcțiile hipergeometrice sunt soluții ale ecuației diferențiale hipergeometrice, care este o ecuație diferențială ordinară de ordinul doi. Termenul serie hipergeometrică se referă la un tip specific de serie, cunoscută sub denumirea de seria lui Gauss, dupa numele lui Carl Friedrich Gauss, cel care a studiat in secolul 19 aceste tipuri de funcții. O altă aplicație a seriilor hipergeometrice este inversiunea integralelor eliptice; acestea fiind construite luând raportul a doua soluții liniare independente ale ecuației diferențiale hipergeometrice, pentru a forma corespondența Schwartz-Christoffel a unui domeniu fundamental pe dreapta proiectivă complexă (sfera Riemann). O altă aplicație este fracția continuă a lui Gauss, care poate fi folosită la obținerea fracțiilor continue pentru multe funcții elementare și speciale.

## Istoric
Seriile hipergeometrice au fost studiate pentru prima dată de Euler, dar tratarea lor sistematică și completă se regăsește în notele de curs ale lui Gauss, din 1812, Disquisitiones Generales Circa Seriem Infinitam {\displaystyle 1+{\frac {\alpha \beta }{\gamma .1}}+{\mbox{etc.}}}.
Termenul de "serie hipergeometrică" este folosit datorită lui Pfaff.
Cercetările efectuate în secolul XIX includ studiile datorate lui Ernest Kummer și caracterizarea fundamentală a lui Bernhard Riemann a funcției F cu ajutorul ecuației diferențiale pe care o satisface. Riemann a arătat ca ecuația diferențială de ordinul doi în z pentru funcția 2F1, examinată în planul complex, poate fi caracterizată pe sfera Riemann prin cele trei singulatităti regulate ale ei, z = 0, 1 și {\displaystyle \infty }. Cazurile în care soluțiile sunt funcții algebrice au fost găsite de Herman Schwarz.

## Notații
O serie hipergeometrică este definită ca o serie de puteri de forma:
{\displaystyle \beta _{0}+\beta _{1}z+\beta _{2}z^{2}+\dots =\sum _{n}\beta _{n}z^{n}}
în care raportul coeficienților succesivi este o funcție rațională de n, adică:
{\displaystyle {\frac {\beta _{n+1}}{\beta _{n}}}={\frac {A(n)}{B(n)}}}
unde A(n) și B(n) sunt polimoame în n. 
De exemplu, în cazul funcției exponențiale avem:
{\displaystyle 1+{\frac {z}{1!}}+{\frac {z^{2}}{2!}}+{\frac {z^{3}}{3!}}+\dots },
{\displaystyle \beta _{n}={\frac {1}{n!}}\qquad {\frac {\beta _{n+1}}{\beta _{n}}}={\frac {1}{n+1}}}.
astfel că definiția este satisfăcută luând A(n) = 1 și B(n) = n+1.
În mod uzual se factorizează termenul principal, astfel că {\displaystyle \beta _{0}} este presupus a fi 1. Polinoamele A și B pot fi descompuse sub forma liniară {\displaystyle (a_{j}+n)},
respectiv {\displaystyle (b_{k}+n)}, unde aj și bk sunt numere complexe.
Din considerente practice se presupune că un factor al lui B este (1+n). Dacă nu este posibil să înmulțim ambele polinoame A și B cu acest factor, atunci factorul este anulat, iar termenii rămân neschimbați.
Raportul dintre coeficienții consecutivi au acum forma:
{\displaystyle {\frac {c(a_{1}+n)\dots (a_{p}+n)}{d(b_{1}+n)\dots (b_{q}+n)(1+n)}}},
unde c și d sunt termenii principali ai lui A și B. Atunci seria devine:
{\displaystyle 1+{\frac {a_{1}\dots a_{p}}{b_{1}\dots b_{q}.1}}{\frac {cz}{d}}+{\frac {a_{1}\dots a_{p}}{b_{1}\dots b_{q}.1}}{\frac {(a_{1}+1)\dots (a_{p}+1)}{(b_{1}+1)\dots (b_{q}+1).2}}\left({\frac {cz}{d}}\right)^{2}+\dots },
sau, multiplicând pe z cu un factor convenabil și rearanjând, obținem:
{\displaystyle 1+{\frac {a_{1}\dots a_{p}}{b_{1}\dots b_{q}}}{\frac {z}{1!}}+{\frac {a_{1}(a_{1}+1)\dots a_{p}(a_{p}+1)}{b_{1}(b_{1}+1)\dots b_{q}(b_{q}+1)}}{\frac {z^{2}}{2!}}+\dots }.
Aceasta are forma unei funcții generatoare exponențiale, notația standard pentru această serie fiind:
{\displaystyle \,_{p}F_{q}(a_{1},\ldots ,a_{p};b_{1},\ldots ,b_{q};z)},
deși sunt folosite câteodată si alte notații.
Folosind Simbolul lui Pochhammer:
{\displaystyle (a)_{n}=a(a+1)(a+2)...(a+n-1),\quad (a)_{0}=1},
putem scrie:
{\displaystyle \,_{p}F_{q}(a_{1},\ldots ,a_{p};b_{1},\ldots ,b_{q};z)=\sum _{n=0}^{\infty }{\frac {(a_{1})_{n}\dots (a_{p})_{n}}{(b_{1})_{n}\dots (b_{q})_{n}}}\,{\frac {z^{n}}{n!}}}

## Exemple
Cel mai simplu exemplu este funcția exponențială: 
{\displaystyle e^{z}=\,_{0}F_{0}(;;z)}.
Un alt exemplu este cel al funcției {\displaystyle \log(1+z)}:
{\displaystyle z-{\frac {z^{2}}{2}}+{\frac {z^{3}}{3}}\dots }.
Factorizând primul termen seria devine:
{\displaystyle 1-{\frac {z}{2}}+{\frac {z^{2}}{3}}\dots },
în care coeficientul celui de-al n-lea termen este:
{\displaystyle \beta _{n}=(-1)^{n}{\frac {1}{n+1}}}
Atunci raportul coeficienților consecutivi devine
{\displaystyle {\frac {\beta _{n+1}}{\beta _{n}}}=-{\frac {n+1}{n+2}}}.
Deoarece (n+1) nu este un factor al numitorului, înmulțim și numărătorul și numitorul cu acest factor pentru a obține:
{\displaystyle -{\frac {(n+1)(n+1)}{(n+2)(n+1)}}}.
Acest raport conduce la expresia:
{\displaystyle \log(1+z)=z\,_{2}F_{1}(1,1;2;-z)}.
Similar, multe funcții elementare se pot exprima sub formă de serii hipergeometrice, precum:
{\displaystyle {\begin{aligned}(1-z)^{k}&=\,_{1}F_{0}\left(-k;;z\right)\\[3pt]{\rm {{arctanh}(z)={\tfrac {1}{2}}\log \left({\frac {1+z}{1-z}}\right)}}&=z\,_{2}F_{1}\left({\scriptstyle {\frac {1}{2}}},1;{\scriptstyle {\frac {3}{2}}};z^{2}\right)\\[3pt]\arcsin(z)&=z\,_{2}F_{1}\left({\scriptstyle {\frac {1}{2}}},{\scriptstyle {\frac {1}{2}}};{\scriptstyle {\frac {3}{2}}};z^{2}\right)\\[3pt]\arctan(z)&=z\,_{2}F_{1}\left({\scriptstyle {\frac {1}{2}}},1;{\scriptstyle {\frac {3}{2}}};-z^{2}\right)\,\end{aligned}}}
Multe alte cazuri sunt listate în Categorie:Funcții hipergeometrice speciale.

## Terminologie
Când toți termenii seriei sunt definiți iar raza de convergență nu este zero, atunci seria definește o funcție analitică. O astfel de funcție și prelungirea ei analitică este numită funcție hipergeometrică.
Se pot obține serii matematice interesante în cazul în care raza de convergență este 0, de exemplu dezvoltarea asimptotică a funcției gamma incomplete:
{\displaystyle \Gamma (a,z)\sim z^{a-1}e^{-z}\left(1+{\frac {a-1}{z}}+{\frac {(a-1)(a-2)}{z^{2}}}\dots \right)}
care poate fi scrisă sub forma:  {\displaystyle z^{a-1}e^{-z}\,_{2}F_{0}(1-a,1;;-1/z)}. Totuși, folosirea termenului de serie hipergeometrică se restrânge în mod uzual la cazul în care seria definește o funcție analitică veritabilă.
Seria hipergeometrică ordinară nu trebuie confundată cu seria hipergeometrică fundamentală, care în ciuda numelui, este o serie mai complicată si mai profundă. Seria "fundamentală" este o expresie q_analoagă a seriei hipergeometrice ordinare. Există mai multe generalizări similare ale seriei hipergeometrice ordinare, inclusiv cele care provin din funcția sferică zonală pe spațiul Riemann simetric.
Seriile care nu conțin factorul n! la numitor se numesc serii hipergeometrice bilaterale, dacă sumarea se face pentru toți întregii n, inclusiv cei negativi.

## Condițiile de convergență
Există anumite valori ale lui {\displaystyle a_{j}} și  {\displaystyle b_{k}} pentru care numărătorul sau numitorul coeficienților este 0.
- Dacă oricare {\displaystyle a_{j}} este un întreg negativ (inclusiv 0, −1, −2, etc.) atunci seria are un număr finit de termeni, fiind de fapt un polinom de grad {\displaystyle -a_{j}}.
- Dacă oricare {\displaystyle b_{k}} este un întreg negativ (exceptând cazul în care {\displaystyle -b_{k}<-a_{j}}) atunci numitorul devine 0, iar seria este nedefinită.

Excluzând cazurile de mai sus, determinarea razei de convergență a seriei poate fi facută prin limita raportului termenilor succesivi cand n → ∞.
- Dacă p=q+1, atunci limita raportului tinde către 1. Acest lucru arată că raza de convergență este 1.
- Dacă p≤q, atunci limita raportului tinde către 0. Acest lucru arată că raza de convergență este infinită.
- Dacă p>q+1, atunci limita raportului tinde către infinit. Acest lucru arată că raza de convergență este 0, iar seria nu definește o funcție analitică.

Problema convergenței pentru p=q+1 când z se află pe cercul unitate, adică |z| = 1, este mult mai dificilă. Se poate arăta că seria este absolut convergentă la z = 1 dacă:
{\displaystyle \Re \left(\sum b_{k}-\sum a_{j}\right)>0}.

## Proprietăti fundamentale
O proprietate imediată derivată din definiție este aceea că ordinul parametrului {\displaystyle a_{j}}, sau al lui {\displaystyle b_{k}}, poate fi schimbat fară să se schimbe valoarea funcției. De asemenea, dacă oricare parametru {\displaystyle a_{j}} este egal cu oricare parametru {\displaystyle b_{k}}, atunci parametrii egali se pot simplifica, cu câteva excepții, când parametri sunt întregi negativi, inclusiv 0. De exemplu:
{\displaystyle \,_{2}F_{1}(3,1;1;z)=\,_{2}F_{1}(1,3;1;z)=\,_{1}F_{0}(3;;z)}.

### Diferențierea
Diferențiind seria 2F1 termen cu termen, obținem:
{\displaystyle {\begin{aligned}&{\frac {\rm {d}}{{\rm {d}}z}}\,_{p}F_{q}(a_{1},\dots ,a_{p};b_{1},\dots ,b_{q};z)\\&\qquad \quad ={\frac {\prod _{n=1}^{p}a_{n}}{\prod _{n=1}^{q}b_{n}}}\,_{p}F_{q}(a_{1}+1,\dots ,a_{p}+1;b_{1}+1,\dots ,b_{q}+1;z)\end{aligned}}}
repetând diferențierea , obținem:
{\displaystyle {\begin{aligned}&{\frac {{\rm {d}}^{n}}{{\rm {d}}z^{n}}}\,_{p}F_{q}(a_{1},\dots ,a_{p};b_{1},\dots ,b_{q};z)\\&\qquad \quad ={\frac {\prod _{k=1}^{p}(a_{k})_{n}}{\prod _{k=1}^{q}(b_{k})_{n}}}\,_{p}F_{q}(a_{1}+n,\dots ,a_{p}+n;b_{1}+n,\dots ,b_{q}+n;z)\end{aligned}}}
O diferențiere termen cu termen puțin diferită, ne conduce la:
{\displaystyle {\begin{aligned}&{\frac {\rm {d}}{{\rm {d}}z}}z^{\alpha }\,_{p}F_{q}(a_{1},\dots ,a_{p};b_{1},\dots ,b_{q};z)\\&\qquad \quad =\alpha z^{\alpha -1}\,_{p+1}F_{q+1}(a_{1},\dots ,a_{p},\alpha +1;b_{1},\dots ,b_{q},\alpha ;z)\quad (\alpha \neq 0,-1,-2\dots )\end{aligned}}}
Aplicând regula produsului și a simplificărilor obținem:
{\displaystyle {\begin{aligned}&(z{\frac {\rm {d}}{{\rm {d}}z}}+\alpha )\,_{p}F_{q}(a_{1},\dots ,a_{p};b_{1},\dots ,b_{q};z)\\&\qquad \quad =\alpha \,_{p+1}F_{q+1}(a_{1},\dots ,a_{p},\alpha +1;b_{1},\dots ,b_{q},\alpha ;z)\quad (\alpha \neq 0,-1,-2\dots )\end{aligned}}}
Punând {\displaystyle \alpha =a_{j}\,} și folosind proprietatea de simplificare, obținem:
{\displaystyle {\begin{aligned}&(z{\frac {\rm {d}}{{\rm {d}}z}}+a_{j})\,_{p}F_{q}(a_{1},\dots ,a_{j},\dots ,a_{p};b_{1},\dots ,b_{q};z)\\&\qquad \quad =a_{j}\,_{p}F_{q}(a_{1},\dots ,a_{j}+1,\dots ,a_{p};b_{1},\dots ,b_{q};z)\end{aligned}}}
Aplicând această proprietate de p ori, obținem:
{\displaystyle {\begin{aligned}&\prod _{n=1}^{p}\left(z{\frac {\rm {d}}{{\rm {d}}z}}+a_{n}\right)\,_{p}F_{q}(a_{1},\dots ,a_{p};b_{1},\dots ,b_{q};z)\\&\qquad \quad =\prod _{n=1}^{p}a_{n}\,_{p}F_{q}(a_{1}+1,\dots ,a_{p}+1;b_{1},\dots ,b_{q};z)\end{aligned}}}
Similar,
{\displaystyle {\begin{aligned}&\left(z{\frac {\rm {d}}{{\rm {d}}z}}+b_{k}-1\right)\,_{p}F_{q}(a_{1},\dots ,a_{p};b_{1},\dots ,b_{k},\dots ,b_{q};z)\\&\qquad \quad =(b_{k}-1)\,_{p}F_{q}(a_{1},\dots ,a_{p};b_{1},\dots ,b_{k}-1,\dots ,b_{q};z)\end{aligned}}}
Aplicând această proprietate de q ori derivatei, obținem:
{\displaystyle {\begin{aligned}&\prod _{n=1}^{q}\left(z{\frac {\rm {d}}{{\rm {d}}z}}+b_{n}\right){\frac {\rm {d}}{{\rm {d}}z}}\,_{p}F_{q}(a_{1},\dots ,a_{p};b_{1},\dots ,b_{q};z)\\&\qquad \quad =\prod _{n=1}^{p}a_{n}\,_{p}F_{q}(a_{1},\dots ,a_{p};b_{1}+1,\dots ,b_{q}+1;z)\end{aligned}}}
Comparând cele de mai sus, obținem o ecuație diferențială pentru funcția:
{\displaystyle w=\,_{p}F_{q}(a_{1},\dots ,a_{p};b_{1},\dots ,b_{q};z)}
defintă de seria:
{\displaystyle \prod _{n=1}^{p}\left(z{\frac {\rm {d}}{{\rm {d}}z}}+a_{n}\right)w=\prod _{n=1}^{q}\left(z{\frac {\rm {d}}{{\rm {d}}z}}+b_{n}\right)w}.

### Integrarea
Inversând formulele de diferențiere, obtinem următoarele formule de integrare:
1°  pentru {\displaystyle (a_{j},b_{k}\neq 1)\,\!}
{\displaystyle {\begin{aligned}&\int \,_{p}F_{q}(a_{1},\dots ,a_{p};b_{1},\dots ,b_{q};z){\rm {d}}z\\&\qquad \quad ={\frac {\Pi _{n=1}^{q}(b_{n}-1)}{\Pi _{n=1}^{p}(a_{n}-1)}}\,_{p}F_{q}(a_{1}-1,\dots ,a_{p}-1;b_{1}-1,\dots ,b_{q}-1;z)+C\end{aligned}}}
2° pentru {\displaystyle (\alpha \neq -1)\,\!}
{\displaystyle {\begin{aligned}&\int z^{\alpha }\,_{p}F_{q}(a_{1},\dots ,a_{p};b_{1},\dots ,b_{q};z){\rm {d}}z\\&\qquad \quad ={\frac {z^{\alpha +1}}{\alpha +1}}\,_{p+1}F_{q+1}(a_{1},\dots ,a_{p},\alpha +1;b_{1},\dots ,b_{q},\alpha +2;z)+C\end{aligned}}}
Folosind la integrare metoda substituției, pentru {\displaystyle (\alpha >0)\,\!}, obținem:
{\displaystyle {\begin{aligned}&\int \,_{p}F_{q}(a_{1},\dots ,a_{p};b_{1},\dots ,b_{q};z^{\alpha }){\rm {d}}z\\&\qquad \quad =z\,_{p+1}F_{q+1}(a_{1},\dots ,a_{p},{\tfrac {1}{\alpha }};b_{1},\dots ,b_{q},{\tfrac {1}{\alpha }}+1;z^{\alpha })+C\end{aligned}}}
De exemplu
{\displaystyle {\begin{aligned}&\log(1-x)=-\int _{0}^{x}{\frac {{\rm {d}}z}{1-z}}=-\int _{0}^{x}{}_{1}F_{0}(1;;z)dz\\&\qquad \quad =-{\frac {z}{1}}{}_{2}F_{1}(1,1;2;z){\Big |}_{0}^{x}=-x\,_{2}F_{1}(1,1;2;x)\end{aligned}}}
{\displaystyle {\begin{aligned}&\arcsin x=\int _{0}^{x}{\frac {1}{\sqrt {1-z^{2}}}}{\rm {d}}z=\int _{0}^{x}{}{}_{1}F_{0}({\tfrac {1}{2}};;z^{2})dz\\&\qquad \quad =z{}_{2}F_{1}({\tfrac {1}{2}},{\tfrac {1}{2}};{\tfrac {3}{2}};z^{2}){\Big |}_{0}^{x}=x{}_{2}F_{1}({\tfrac {1}{2}},{\tfrac {1}{2}};{\tfrac {3}{2}};x^{2})\end{aligned}}}

### Componentele pare și impare
Raportul coeficienților unei serii obținute prin luarea tuturor termenilor unei serii hipergeometrice este de asemenea rațional. Extinzând acestea în conformitate cu procesul de mai sus, obținem pentru termenii impari:
{\displaystyle {\frac {1}{2}}\left[\,_{p}F_{q}(a_{1},\dots ,a_{p};b_{1},\dots ,b_{q};z)+\,_{p}F_{q}(a_{1},\dots ,a_{p};b_{1},\dots ,b_{q};-z)\right]}
{\displaystyle =\,_{2p}F_{2q+1}\left({\frac {a_{1}}{2}},{\frac {a_{1}+1}{2}},\dots ,{\frac {a_{p}}{2}},{\frac {a_{p}+1}{2}};{\frac {b_{1}}{2}},{\frac {b_{1}+1}{2}},\dots ,{\frac {b_{q}}{2}},{\frac {b_{q}+1}{2}},{\frac {1}{2}};{\frac {z^{2}}{4^{q+1-p}}}\right)}
iar pentru termenii pari:
{\displaystyle {\frac {1}{2}}\left[\,_{p}F_{q}(a_{1},\dots ,a_{p};b_{1},\dots ,b_{q};z)-\,_{p}F_{q}(a_{1},\dots ,a_{p};b_{1},\dots ,b_{q};-z)\right]}
{\displaystyle =z{\frac {\Pi _{n=1}^{p}a_{n}}{\Pi _{n=1}^{q}b_{n}}}\,_{2p}F_{2q+1}\left({\frac {a_{1}+1}{2}},{\frac {a_{1}+2}{2}},\dots ,{\frac {a_{p}+1}{2}},{\frac {a_{p}+2}{2}};\color {White}\right)}
{\displaystyle \color {White}\left(\color {Black}{\frac {b_{1}+1}{2}},{\frac {b_{1}+2}{2}},\dots ,{\frac {b_{q}+1}{2}},{\frac {b_{q}+2}{2}},{\frac {3}{2}};{\frac {z^{2}}{4^{q+1-p}}}\right)}
De exemplu:
{\displaystyle \cosh z={\frac {e^{z}+e^{-z}}{2}}={}_{0}F_{1}(;{\frac {1}{2}};{\tfrac {z^{2}}{4}})},
{\displaystyle \sinh z={\frac {e^{z}-e^{-z}}{2}}=z\,_{0}F_{1}(;{\frac {3}{2}};{\tfrac {z^{2}}{4}})},
{\displaystyle {\frac {1}{2(1-z)^{a}}}+{\frac {1}{2(1+z)^{a}}}={}_{2}F_{1}\left({\frac {a}{2}},{\frac {a+1}{2}};{\frac {1}{2}};z^{2}\right)}
{\displaystyle {\frac {1}{2(1-z)^{a}}}-{\frac {1}{2(1+z)^{a}}}=az\,_{2}F_{1}\left({\frac {a+1}{2}},{\frac {a+2}{2}};{\frac {3}{2}};z^{2}\right)}
{\displaystyle {\begin{aligned}{\rm {arctanh}}(z)&={\frac {1}{2}}\left[\log(1+z)-\log(1-z)\right]\\&={\frac {1}{2}}z\left[\,_{2}F_{1}(1,1;2;z)+\,_{2}F_{1}(1,1;2;-z)\right]\\&=z\,_{4}F_{3}\left({\frac {1}{2}},1,{\frac {1}{2}},1;1,{\frac {3}{2}},{\frac {1}{2}};z^{2}\right)=z\,_{2}F_{1}\left({\frac {1}{2}},1;{\frac {3}{2}};z^{2}\right)\end{aligned}}}

## Funcții asociate și identități asociate
Fie  {\displaystyle \vartheta }  operatorul  {\displaystyle z{\frac {d}{dz}}}. Din formula de diferențiere de mai sus, spațiul liniar generat de {\displaystyle \,_{p}F_{q}(a_{1},\dots ,a_{p};b_{1},\dots ,b_{q};z)} și {\displaystyle \vartheta \,_{p}F_{q}(a_{1},\dots ,a_{p};b_{1},\dots ,b_{q};z)}, vor conține fiecare elementele: 
{\displaystyle \,_{p}F_{q}(a_{1},\dots ,a_{j}+1,\dots ,a_{p};b_{1},\dots ,b_{q};z),\,_{p}F_{q}(a_{1},\dots ,a_{p};b_{1},\dots ,b_{k}-1,\dots ,b_{q};z)},
{\displaystyle z\,_{p}F_{q}(a_{1}+1,\dots ,a_{p}+1;b_{1}+1,\dots ,b_{q}+1;z),\,_{p}F_{q}(a_{1},\dots ,a_{p};b_{1},\dots ,b_{q};z)}.
Deoarece spațiul este bidimensional, oricare trei funcții dintre cele {\displaystyle p+q+2} sunt liniar dependente. Aceaste dependențe pot fi scrise în așa fel încât să genereze un mare număr de identități care să implice funcția pFq.
De exemplu, în cazul celor mai simple și netriviale funcții, avem:
{\displaystyle \,_{0}F_{1}(;a;z)=(1)\,_{0}F_{1}(;a;z)},
{\displaystyle \,_{0}F_{1}(;a-1;z)=\left({\frac {\vartheta }{a-1}}+1\right)\,_{0}F_{1}(;a;z)},
{\displaystyle z\,_{0}F_{1}(;a+1;z)=(a\vartheta )\,_{0}F_{1}(;a;z)},
Deci: 
{\displaystyle \,_{0}F_{1}(;a-1;z)-\,_{0}F_{1}(;a;z)={\frac {z}{a(a-1)}}\,_{0}F_{1}(;a+1;z)}.
Alte exemple importante sunt:
{\displaystyle \,_{1}F_{1}(a+1;b;z)-\,_{1}F_{1}(a;b;z)={\frac {z}{b}}\,_{1}F_{1}(a+1;b+1;z)},
{\displaystyle \,_{1}F_{1}(a;b-1;z)-\,_{1}F_{1}(a;b;z)={\frac {az}{b(b-1)}}\,_{1}F_{1}(a+1;b+1;z)},
{\displaystyle \,_{1}F_{1}(a;b-1;z)-\,_{1}F_{1}(a+1;b;z)={\frac {(a-b+1)z}{b(b-1)}}\,_{1}F_{1}(a+1;b+1;z)}
{\displaystyle \,_{2}F_{1}(a+1,b;c;z)-\,_{2}F_{1}(a,b;c;z)={\frac {bz}{c}}\,_{2}F_{1}(a+1,b+1;c+1;z)},
{\displaystyle \,_{2}F_{1}(a+1,b;c;z)-\,_{2}F_{1}(a,b+1;c;z)={\frac {(b-a)z}{c}}\,_{2}F_{1}(a+1,b+1;c+1;z)},
{\displaystyle \,_{2}F_{1}(a,b;c-1;z)-\,_{2}F_{1}(a+1,b;c;z)={\frac {(a-c+1)bz}{c(c-1)}}\,_{2}F_{1}(a+1,b+1;c+1;z)},
Acestea pot fi folosite pentru a genera fracții continue, cunoscute sub numele de fracțiile continue ale lui Gauss.
Similar, aplicând de două ori formula de diferențiere, rezultă {\displaystyle {\binom {p+q+3}{2}}} astfel de funcții conținute în spațiul liniar {\displaystyle \{1,\vartheta ,\vartheta ^{2}\}\,_{p}F_{q}(a_{1},\dots ,a_{p};b_{1},\dots ,b_{q};z)}, care este tridimensional, deci oricare patru funcții sunt liniar dependente. Acestea generează mai multe identităti, iar procesul poate fi continuat. Identitățile astfel generate pot fi combinate cu altele pentru a produce noi identități.
O funcție obținută adăugând {\displaystyle \pm 1} exact unuia dintre parametrii {\displaystyle a_{j},\ b_{k}} în {\displaystyle \,_{p}F_{q}(a_{1},\dots ,a_{p};b_{1},\dots ,b_{q};z)} este numită asociată la {\displaystyle \,_{p}F_{q}(a_{1},\dots ,a_{p};b_{1},\dots ,b_{q};z)}. Folosind tehnica de mai sus, se poate găsi o identitate relativă la {\displaystyle \,_{0}F_{1}(;a;z)} și cele două funcții asociate ei, sau se pot găsi șase identitați relative la {\displaystyle \,_{1}F_{1}(a;b;z)} și oricare două din cele patru funcții asociate ei, sau cincisprezece relative la {\displaystyle \,_{2}F_{1}(a,b;c;z)} și oricare două din cele șase funcții asociate ei, etc.
O identitate derivată este:
{\displaystyle _{2}F_{2}(a,b;c,d;x)=\sum _{i=0}{\frac {{b-d \choose i}{a+i-1 \choose i}}{{c+i-1 \choose i}{d+i-1 \choose i}}}\,_{1}F_{1}(a+i;c+i;x){\frac {x^{i}}{i!}},}
și va reprezenta o serie finită dacă (b-d) este un întreg nenegativ.

## Formule Integrale

### De tip Euler
Dezvoltând
{\displaystyle I=\int _{0}^{1}x^{\alpha -1}(1-x)^{\beta -1}\,_{p}F_{q}(a_{1},\dots ,a_{p};b_{1},\dots ,b_{q};zx)dx\quad \Re (\alpha ),\Re (\beta )>0}
se obține o serie în care coeficientul lui {\displaystyle z^{n}} este:
{\displaystyle \beta _{n}\int _{0}^{1}x^{\alpha -1+n}(1-x)^{\beta -1}dx=\beta _{n}\mathrm {B} (\alpha +n,\beta )}
unde {\displaystyle \mathrm {B} } este funcția Beta. Se poate arăta că:
{\displaystyle {\frac {\mathrm {B} (\alpha +n+1,\beta )}{\mathrm {B} (\alpha +n,\beta )}}={\frac {\alpha +n}{\alpha +\beta +n}}}
deci
{\displaystyle I=\mathrm {B} (\alpha ,\beta )\,_{p+1}F_{q+1}(\alpha ,a_{1},\dots ,a_{p};\alpha +\beta ,b_{1},\dots ,b_{q};z)}.
Cazuri speciale:
{\displaystyle \int _{0}^{1}x^{\alpha -1}(1-x)^{\beta -1}e^{zx}dx=\mathrm {B} (\alpha ,\beta )\,_{1}F_{1}(\alpha ;\alpha +\beta ;z)\quad \Re (\alpha ),\Re (\beta )>0}
sau 
{\displaystyle \mathrm {B} (a,b-a)\,_{1}F_{1}(a;b;z)=\int _{0}^{1}x^{a-1}(1-x)^{b-a-1}e^{zx}dx\quad \Re (b)>\Re (a)>0}
{\displaystyle \int _{0}^{1}x^{\alpha -1}(1-x)^{\beta -1}(1-zx)^{-a}dx=\mathrm {B} (\alpha ,\beta )\,_{2}F_{1}(\alpha ,a;\alpha +\beta ;z)\quad \Re (\alpha ),\Re (\beta )>0}
sau 
{\displaystyle \mathrm {B} (b,c-b)\,_{2}F_{1}(a,b;c;z)=\int _{0}^{1}x^{b-1}(1-x)^{c-b-1}(1-zx)^{-a}dx\quad \Re (c)>\Re (b)>0}
cu condiția {\displaystyle |z|<1} sau {\displaystyle |z|=1} atunci ambele parți ale egalității converg. Această condiție a fost dată deEuler în 1748 și reprezintă baza transformărilor hipergeometrice ale lui Euler.
Punând z = 1 în ultima ecuație obținem:
{\displaystyle \,_{2}F_{1}(a,b;c;1)={\frac {\mathrm {B} (b,c-b-a)}{\mathrm {B} (b,c-b)}}={\frac {\Gamma (c)\Gamma (c-b-a)}{\Gamma (c-a)\Gamma (c-b)}}},
unde {\displaystyle \Gamma } este Funcția Gamma.

### De tipBarnes
Pentru calculul integralei de contur următoare se poate folosi teorema reziduurilor din analiza complexă:
{\displaystyle {\frac {1}{2\pi i}}\int _{-i\infty }^{i\infty }{\frac {\Gamma (a+s)\Gamma (b+s)\Gamma (-s)}{\Gamma (c+s)}}(-z)^{s}ds}
obținându-se:
{\displaystyle {\frac {\Gamma (a)\Gamma (b)}{\Gamma (c)}}\,_{2}F_{1}(a,b;c;z),}
unde conturul este luat în așa fel încât să separe polurile 0, 1, 2... de polurile −a, −a-1, ..., −b, −b−1, ... . Există mai multe modificări pe această idee și ele pot fi folosite pentru a dovedi oricare identitate.

## Identități
În secolele XIX și XX au fost decoperite multe identități ale funcțiilor hipergeometrice.

## Cazuri Speciale

### Seriile0F0
După cum a fost notat anterior, {\displaystyle \,_{0}F_{0}(;;z)=e^{z}}. Ecuația diferențială a acesteia este {\displaystyle {\frac {d}{dz}}w=w}, care are soluția {\displaystyle w=ke^{z}\,\!}, unde k este o  constantă oarecare.

### Seriile1F0
Acestea sunt notate {\displaystyle \,_{1}F_{0}(a;;z)=(1-z)^{-a}}. Ecuația diferențială a acestei funcții este {\displaystyle {\frac {d}{dz}}w=\left(z{\frac {d}{dz}}+a\right)w}, sau {\displaystyle (1-z){\frac {dw}{dz}}=aw}, care are soluția {\displaystyle w=k(1-z)^{-a}\,\!} unde k este o constantă.

### Seriile0F1
Funcțiile de forma {\displaystyle \,_{0}F_{1}(;a;z)} sunt numite Limita Funcțiilor Hipergeometrice Confluente, fiind strâns legate de funcțiile Bessel. Ecuația diferențială a acestei funcții este:
{\displaystyle w=\left(z{\frac {d}{dz}}+a\right){\frac {dw}{dz}}} sau {\displaystyle z{\frac {d^{2}w}{dz^{2}}}+a{\frac {dw}{dz}}-w=0}.
Când a nu este un întreg pozitiv, substituția {\displaystyle w=z^{1-a}u\,\!} ne dă soluția liniar independentă {\displaystyle z^{1-a}\,_{0}F_{1}(;2-a;z)}, astfel încât soluția generală este
{\displaystyle k\,_{0}F_{1}(;a;z)+lz^{1-a}\,_{0}F_{1}(;2-a;z)},
unde k, l sunt constante.

### Seriile1F1
Funcțiile de forma {\displaystyle \,_{1}F_{1}(a;b;z)} se numesc Funcții Hipergeometrice Confluente de speța I-a, scrise și sub forma {\displaystyle M(a;b;z)}.
Funcția incompletă gamma {\displaystyle \gamma (a,z)} este un caz special, care are următoarea ecuație diferențială:
{\displaystyle (z{\frac {d}{dz}}+a)w=\left(z{\frac {d}{dz}}+b\right){\frac {dw}{dz}}}
sau
{\displaystyle z{\frac {d^{2}w}{dz^{2}}}+(b-z){\frac {dw}{dz}}-aw=0}
Când b nu este un întreg pozitiv, substituția {\displaystyle w=z^{1-b}u\,\!}, ne dă soluția liniar independentă:
{\displaystyle z^{1-b}\,_{1}F_{1}(1+a-b;2-b;z)}, iar soluția generală este:
{\displaystyle k\,_{1}F_{1}(a;b;z)+lz^{1-b}\,_{1}F_{1}(1+a-b;2-b;z)}
unde k, l sunt constante.
Când n este negativ, {\displaystyle \,_{1}F_{1}(-n;b;z)} este un polinom. Acestea sunt de fapt Polinoame Laguerre, făcând abstracție de o constantă,. Acest lucru arată că și Polinoamele Hermite  pot fi exprimate în termenii funcției {\displaystyle {}_{1}F_{1}}.

### Seriile2F1
Istoric vorbind, cele mai importante funcții au forma {\displaystyle \,_{2}F_{1}(a,b;c;z)}. Ele sunt numite câteodata funcțiile hipergeometrice ale lui Gauss, termen de altfel folosit pentru funcțiile  {\displaystyle \,_{p}F_{q}} dacă există risc de confuzie. Ele au fost studiate în detaliu de Carl Friedrich Gauss, în special pentru condițiile lor de convegență. 
Ecuația diferențială a acestei funcții este:
{\displaystyle \left(z{\frac {d}{dz}}+a\right)\left(z{\frac {d}{dz}}+b\right)w=\left(z{\frac {d}{dz}}+c\right){\frac {dw}{dz}}}
sau 
{\displaystyle z(1-z){\frac {d^{2}w}{dz^{2}}}+(c-(a+b+1)z){\frac {dw}{dz}}-abw=0}.
Ea este cunoscută ca ecuația diferențială hipergeometrică. 
Când c nu este un întreg pozitiv, substituția {\displaystyle w=z^{1-c}u\,\!}, ne dă soluția liniar independentă {\displaystyle z^{1-c}\,_{2}F_{1}(1+a-c,1+b-c;2-c;z)}, astfel încât soluția generală pentru  {\displaystyle |z|<1} este:
{\displaystyle k\,_{2}F_{1}(a,b;c;z)+lz^{1-c}\,_{2}F_{1}(1+a-c,1+b-c;2-c;z)}
unde k, l sunt constante. Din acestea pot deriva diferite soluții pentru alte valori ale lui z. De fapt există 24 de soluții, cunoscute ca soluțiile lui Kummer, care au derivat folosindu-se diverse identități și care sunt valabile în diferite regiuni ale planului complex.
Când a este un întreg negativ, {\displaystyle \,_{2}F_{1}(-n,b;c;z)} este un polinom. Abstracție făcând de o constantă, acestea sunt polinoame Jacobi. Alte câteva clase de polinoame ortogonale, făcând abstracție de o constantă, sunt cazuri speciale de polinoame Jacobi, putând fi exprimate sub forma {\displaystyle _{2}F_{1}}. Acest lucru include și polinoamele Legendre și polinoamele Chebyshev.
De asemenea, o mulțime de integrale ale funcțiilor elementare se pot exprima în funcție de seria hipergeometrică, de exemplu:
{\displaystyle \int _{0}^{x}{\sqrt {1+y^{\alpha }}}\,\mathrm {d} y\ =\ {\frac {x\left(\alpha \,{}_{2}F_{1}\left({\frac {1}{\alpha }},{\frac {1}{2}};1+{\frac {1}{\alpha }};-x^{\alpha }\right)+2{\sqrt {x^{\alpha }+1}}\,\right)}{2+\alpha }}\quad \alpha \neq 0.}

## Generalizări
Seriile hipergeometrice au fost generalizate la funcții de mai multe variabile, de exemplu de Paul Emile Appell; dar o teorie generală comparabilă cu cea de o variabilă nu a fost dată încă. Au fost găsite multe identităti, unele chiar remarcabile. O generalizare în q-serii analoage, numite serii hipergeometrice fundamentale, au fost găsite de Eduard Heine spre sfârșitul secolului 19. Aici, raportul termenilor succesivi, în loc să fie considerate ca funcții raționale de n, sunt considerate a fi funcții raționale de {\displaystyle q^{n}}. O altă generalizare este cea a seriilor în care raportul termenilor este o funcție eliptică de n, funcție meromorfă de doua ori periodică, numite serii hipergeometrice eliptice.
În timpul secolului al XX-lea, seriile hipergeometrice au fost un domeniu fructuos și pentru matematica combinatorică, cu numeroase conexiuni în alte domenii. Sunt date noi definiții seriilor hipergeometrice de Aomoto, Israel Gelfand și alții; precum și aplicații, de exemplu, pentru combinatorica de aranjare a unui număr de hiperplane în spațiul N-complex. (vezi aranjament de hiperplane).
Funcții hipergeometrice speciale apar ca funcții sferice zonale pe spațiul Riemann simetric și în grupurile Lie semi-simple. Rolul și importanța lor pot fi înțelese prin următoarele exemple: seriile hipergeometrice 2F1 sunt un caz special al polinoamelor Legendre, iar când sunt considerate în formă de armonice sferice, aceste polinoame reflectă, într-un anumit sens, proprietățile de simetrie a două sfere, sau echivalent, rotațiile date de grupul Lie SO(3). În produsul tensorial se întâlnesc decompoziții de reprezentări concrete ale grupului coeficienților Clabsch-Gordon, care pot fi scriși sub forma seriei hipergeometrice 3F2.